# Sphinx formosana
Sphinx formosana ist ein Schmetterling (Nachtfalter) aus der Familie der Schwärmer (Sphingidae).

## Merkmale
Die Art sieht der nahe verwandten Art Sphinx crassistriga ähnlich, besitzt jedoch viel schmälere Flügel. Der Apex der Vorderflügel ist sichelförmig gekrümmt, bei den Hinterflügeln ist er zugespitzt. Die Vorderflügel sind auf der Oberseite mit blass-grauen Schuppen überzogen. Bei den männlichen Genitalien sind die Valven kräftiger, die Parameren haben einen auf der dorsalen Hälfte gezähnten Außenrand und einen mehr vorgezogene ventralen Rand. Der Saccus ist länger als bei Sphinx crassistriga.

## Vorkommen und Lebensweise
Sphinx formosana ist im Norden des Zentralen Gebirges von Taiwan endemisch. Er kommt in den Landkreisen Nantou, Taichung und Ilan vor. Die Art tritt oberhalb von 2000 Metern Seehöhe auf. Sie gehört zur ost-paläarktischen Reliktfauna der taiwanesischen Bergregionen.
Die Falter wurden im Juni (Nantou und Taichung) und Juli (Ilan) nachgewiesen. Sämtliche Präimaginalstadien, allfällige Parasitoide und die sonstige Lebensweise sind unbekannt.

## Belege